# Bothwell Parish Church

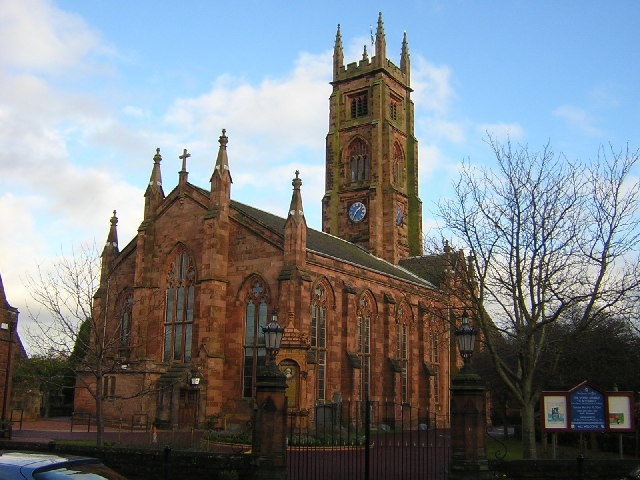
Bothwell Parish Church

Die Bothwell Parish Church, auch St Bride’s Collegiate Church, ist ein Kirchengebäude der presbyterianischen Church of Scotland in der schottischen Kleinstadt Bothwell in der Council Area South Lanarkshire. 1971 wurde das Bauwerk in die schottischen Denkmallisten in der höchsten Denkmalkategorie A aufgenommen. Das auf dem Kirchengelände befindliche Joanna Baillie Monument ist des Weiteren eigenständig als Einzeldenkmal der Kategorie A eingestuft.

## Geschichte
Bereits im 6. Jahrhundert wurde eine Marienkirche am Standort erwähnt. Später wurde der Standort mit Brigida von Kildare (Bríde) in Verbindung gebracht. Von einem romanischen Vorgängerbau sind noch die Fundamente erhalten und in die heutige Struktur integriert. Archibald Douglas, 3. Earl of Douglas ließ die heutige Kirche als Kollegiatstift erbauen. Gegenpapst Benedikt XIII. genehmigte den Bau. Am 10. Oktober 1398 wurden die Arbeiten abgeschlossen. Acht Chorherren beteten in dem Stift für Douglas’ Seele. Zwei Jahre später verstarb er.
Im Jahre 1719 wurde das Langhaus überarbeitet und 1833 durch David Hamilton ein vollständig neues Langhaus hinzugefügt. Robert Rowand Anderson modernisierte 1898 den spätmittelalterlichen Chor. Weitere Überarbeitungen wurden 1933 durchgeführt.

## Beschreibung
Die Bothwell Parish Church steht an der Main Street im Zentrum von Bothwell. Sie ist im spätgotischen Perpendicular Style beziehungsweise neogotisch ausgestaltet. Ihr Mauerwerk besteht aus Quadern vom roten Sandstein. In Fialen auslaufende Strebepfeiler flankieren das zweiflüglige Eingangsportal. Entlang derselben Giebelseite erstrecken sich drei flächige Maßwerke. Sämtliche Fenster sind spitzbögig und spitzbögig verdacht. Der dreistöckige Glockenturm war der mittelalterlichen Kirche vorgelagert. Durch Anbau des neuen Langhauses erhebt er sich nun inmitten des Baus, ohne dabei ein Vierungsturm zu sein. Er ist mit Strebepfeilern und abschließenden Eckfialen gestaltet. An der Ostseite grenzt der mittelalterliche Chor an. Im Gegensatz zur Schiefereindeckung am Langhaus ist er mit Steinplatten eingedeckt.

## Joanna Baillie Monument
Das Joanna Baillie Monument gedenkt der schottischen Dichterin Joanna Baillie, die 1762 in Bothwell geboren wurde. Es steht südöstlich der Kirche nahe dem Eingangsportal. Das 1899 errichtete Denkmal weist einen quadratischen Grundriss auf. Im Italianate-Stil ausgestaltet, besitzt das Monument Ädikulä, gerahmte Mosaikplatten und freistehende korinthische Säulen an den Kanten. Es verjüngt sich zu einer Säule mit Kaffgesimsen und abschließender Kreuzblume. Zwickel sind ebenso wie ein umlaufender Fries mit Blumen ornamentiert. Auf jeder Seite sind Porträts Baillies gerahmt von Cherubim und Obstbäumen gezeigt.
Im Jahre 2010 wurde das Denkmal in das Register gefährdeter denkmalgeschützter Bauwerke in Schottland aufgenommen. 2014 wurde sein Zustand als gut, jedoch bei hoher Gefährdung eingestuft.